# Epiplema stereogramma
Epiplema stereogramma är en fjärilsart som beskrevs av Turner 1903. Epiplema stereogramma ingår i släktet Epiplema och familjen Uraniidae. Inga underarter finns listade i Catalogue of Life.